# Nicola Barker
Pour les articles homonymes, voir Barker.
Nicola Barker, née le 30 mars 1966 à Ely (Cambridgeshire), en Angleterre, est une romancière et nouvelliste anglaise.

## Biographie
Nicola Barker naît à Ely, dans le Cambridgeshire, en Angleterre. Alors qu'elle est encore jeune, ses parents quittent l'Angleterre et s'installent en Afrique du Sud,. 
En général, elle écrit sur des personnes inadaptées, névrosées, blessées ou excentriques qu'elle place dans des situations banales. Elle a aussi un penchant pour les environnements sombres et isolés. Wide Open et Behindlings sont situés respectivement sur l'île de Sheppey et sur l'île Canvey. Son roman Clear (2004), se déroule à Londres en 2003 lors du jeûne de 44 jours de David Blaine lors de sa performance Above the Below.

## Œuvre (sélection)

### Romans
- Reversed Forecast (1994)
- Small Holdings (1995)
- Wide Open (1998)
- Five Miles from Outer Hope (2000)
- Behindlings (2002)
- Clear: A Transparent Novel (2004)
- Darkmans (2007)
- Burley Cross Postbox Theft (2010)[4]
- The Yips (2012)
- In the Approaches (2014)
- The Cauliflower (2016)
- H(a)ppy (2017)
- I Am Sovereign (2019)

### Recueils d'histoires
- Love Your Enemies (1993)
- Heading Inland (1996)
- The Three Button Trick: Selected Stories (2001)
  - dont Symbiosis

## Récompenses et distinctions
- 1993 : Co-récipiendaire du prix Silver Pen/Macmillan pour Love Your Enemies
- 1993 : Lauréat du Prix David Higham pour la fiction pour Love Your Enemies
- 1996 : Lauréat du prix John Llewellyn Rhys pour Heading Inland
- 2000 : Récipiendaire du Prix littéraire international de Dublin pour Wide Open
- 2004 : Sélection pour le prix Man Booker pour Clear: A Transparent Novel
- 2007 : Sélection pour le prix Man Booker pour Darkmans
- 2012 : Pré-sélection pour le prix Man Booker pour The Yips
- 2017 : Prix Goldsmiths pour H(a)ppy[5],[6]